# Daniel Bozzani
Daniel Bozzani (* 1957 in Buenos Aires) ist ein argentinischer Komponist und Dirigent.

## Leben und Wirken
Bozzani studierte Klavier und Komposition an der Universidad Católica Argentina. Er setzte seine Ausbildung am Mozarteum in Salzburg bei Cesar Bresgen und Nikolaus Harnoncourt fort und erhielt 1986 als Schüler von Antoni Ros Marbà sein Diplom als Dirigent. Anschließend studierte er an der Hochschule für Musik und Theater Zürich Komposition bei Hans Ulrich Lehmann und war 1989 Assistent beim internationalen Meisterkurs von Richard Schumacher in Lugano. Schließlich besuchte er die Kompositionsklasse von Heinz Holliger und ein Seminar für elektroakustische Musik bei Wolfgang Rihm an der Musik-Akademie der Stadt Basel sowie einen Kurs für Musikphänomenologie bei Sergiu Celibidache.
Als Gastdirigent leitete Bozzani u. a. das Orquesta Sinfónica de Paraná, das Orquesta Sinfónica de Bahía Blanca, das Masterplayers Chamber Orchestra und das Ensemble Interface de Paris. 1999 wurde er Leiter des Orquesta de Cámara de la Universidad Nacional de Lanús, mit dem er eine CD mit Werken von Daniel Binelli, José Bragato und Astor Piazzolla und eigenen Kompositionen aufnahm. Von 2000 bis 2003 war er Leiter des Orquesta de Cámara de la Provincia del Neuquén. Seit 2001 unterrichtet er Kammer- und Orchestermusik an der Universidad Nacional de Lanús.
Bozzanis Kompositionen wurden u. a. in Argentinien, Kolumbien, Uruguay, Deutschland, Schweden, der Schweiz und Spanien, beim Auditorium der UNESCO in Paris, bei Radio France, am Teatro del Globo und Teatro Colón, dem Teatro Nacional Cervantes, dem Teatro Margarita Xirgù, bei Radio Nacional Buenos Aires und Radio Municipal de la Ciudad de Buenos Aires aufgeführt. 2003 erschien die CD Paris-Buenos Aires-Tango Futur mit dem Saxophonisten Claude Delangle, die neben Werken anderer argentinischer Komponisten Bozzanis Madame Blanch enthält.